# Willa Ziese
Willa Ziese – nieistniejąca, największa z trzech elbląskich rezydencji należących do Carla Ziesego, zięcia Ferdynanda Schichaua. Zbudowana w 1903 roku na podstawie projektu Bodo Ebhardta przez Otto Depmeyera na terenie obecnego Parku Modrzewie.

## Historia

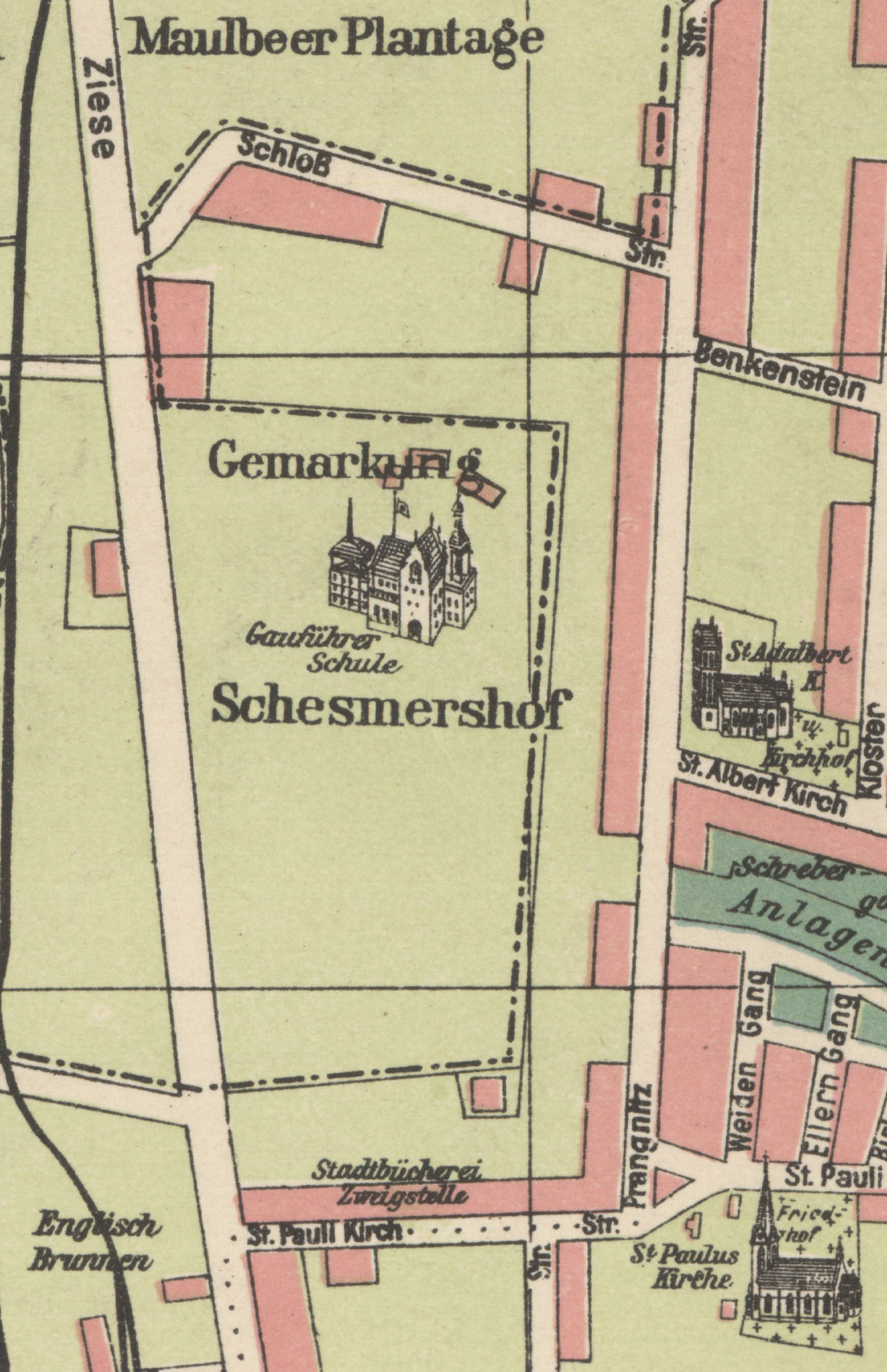
Fragment mapy Pharusa ukazujący willę Ziesego (Gauführer Schule)

Na terenie dzisiejszego Parku Modrzewie znajdowały się majątki Jeruzalem i Emuas, które istniały tam od czasów krzyżackich. W 1801 r. teren sąsiedni zakupił ostatni elbląski kat - Martin Sigismund Schesmer, który potem od jego nazwiska nazywano Okręgiem "Schesmershof". Na tym terenie znajdował Schlossberg, staropruski mur zamkowy. Późniejsza Schloßstrasse, która łączyła Ziesestrasse (Browarna) z Pangritzstrasse (Wiejska), przypominała czasy prehistoryczne aż do 1945 roku.
W 1873 roku Carl Ziese przyjechał do Elbląga, gdzie został zatrudniony w stoczni Ferdynanda Schichaua. W 1876 roku poślubił on córkę swego pracodawcy, a w 1901 roku przejął po nim stocznię. Ziese posiadał małą willę przy ulicy Królewieckiej, która jednak nie była dostatetcznie reprezentacyjna. Nabył on więc majątek Schesmershof, a później Jeruzalem i Emuas (Lärchwalde nr 16) w celu budowy nowej willi. Budowę ukończono w 1903 roku. Do budynku była dobudowana oranżeria, w której hodowano różne gatunki roślin. Do domu Państwa Ziesów zapraszano wielu artystów, inżnierów i bankierów takich jak malarz Theodor Compton, pianistka Elly Ney, skrzypek Joseph Joachim. W kwietniu 1912 roku do willi przybył z wizytą król saksoński Fryderyk August.
Po śmierci Ziesego w 1917 roku majątek "Kruppów Wschodu" zaczął podupadać. Następny właściciel Carl Carlson zmarł nagle w 1924 roku. Willa została przejęta przez miasto w 1929 roku. Planowano przekształcić ją w krematorium na potrzeby budowy elbląskiego Cmentarza Centralnego. Jednak nie doszło to do skutku i w budynku tym uruchomiono szkołę NSDAP. Pod koniec wojny funkcjonował tam lazaret. Po wojnie willa była ciągle dewastowana najpierw przez Armię Czerwoną, a potem przez elblążan.
Pomimo prób ratowania budynku przez Zakłady im. Wielkiego Proletariatu budynek wyburzono w 1961 roku. W późniejszych latach zostały zniszczone lub rozkradzione rzeźby w otaczającym nieistniejącą już willę parku i inne elementy małej architektury. W 2011, 2014 i 2015 roku przeprowadzono na terenie, gdzie stał budynek, badania archeologiczne, w wyniku których odnaleziono fundamenty Willi Ziesego.

## Architektura
Willa zbudowana w stylu historyzmu na wzgórzu nazwiązując formą do zamku. Przy narożniku wznosiła się ośmioboczna wieża. Budynek wieńczyły wzajemnie przenikające się, wysokie czterospadowe dachy. Z każdej strony pałacu umieszczone były ryzality, które były wieńczone przez wielopiętrowe szczyty. Fasadę parteru dekorował ciąg arkad przedzielonych półkolumnami, na których wpsierał się taras pierwszego piętra.  
Budowla kontrastowała z sąsiadującą Kolonią Pangritza (osiedlem robotniczym), co miało symbolizować motyw wsi i folwarku. Formalnie budynek nie był częścią Elbląga co podkreślało przywiązanie do podmiejskich majątków mieszczańskich.

## Wnętrze
Willa posiadała salę muzyczną ozdobioną 8 obrazami panoram Górskich malarza Theodora Comptona z motywem góry Matterhorn. Wyposażona była w fortepianem oraz organany posiadające 10 głosów wykonane przez firmę Sauer z Frankfurtu nad Odrą. Jadalnia wyposażona w najwyższej jakości porcelanę i srebro była w stanie pomieścić 80 osób.

## Park
Park rezydencjalny otrzymał czworoboczny kształt z nasadzonymi alejami i polaną - trawnikiem przed willą. Na terenie znajdował się także basen/staw otoczony naturalnymi głazami, które miały nadawać "wiekowości" parku. Teren sąsiadował z ulicą Ziesestrasse nazwanej tak po śmierci właściciela rezydencji (obecnie ulica Browarna).
Obecnie teren ten funkcjonuje jako Park Modrzewie. Do dziś przetrwały: alejki wraz z ozdobnymi krawężnikami przy wejściu do willi, kamienne schody, postument po rzeźbie, budynek bramny, słupki bramy, przeniesiona brama znajdująca się na zapleczu Biblioteki Elbląskiej oraz nieczynna wieża widokowa na Piaszczystym Pagórku (Sandberg) stylizowana na latarnię morską.

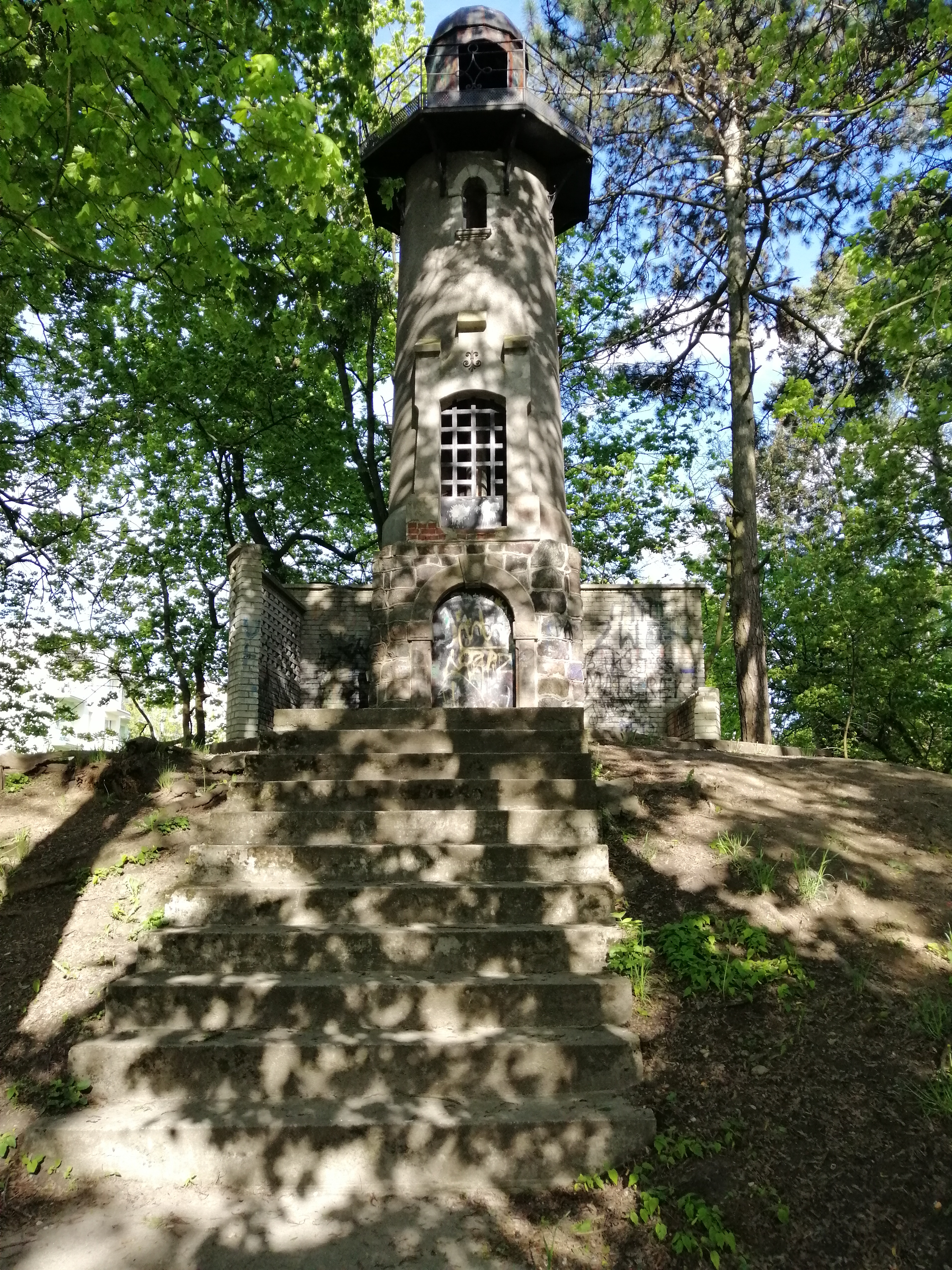
Wieża widokowa w dawnym Parku Ziesego
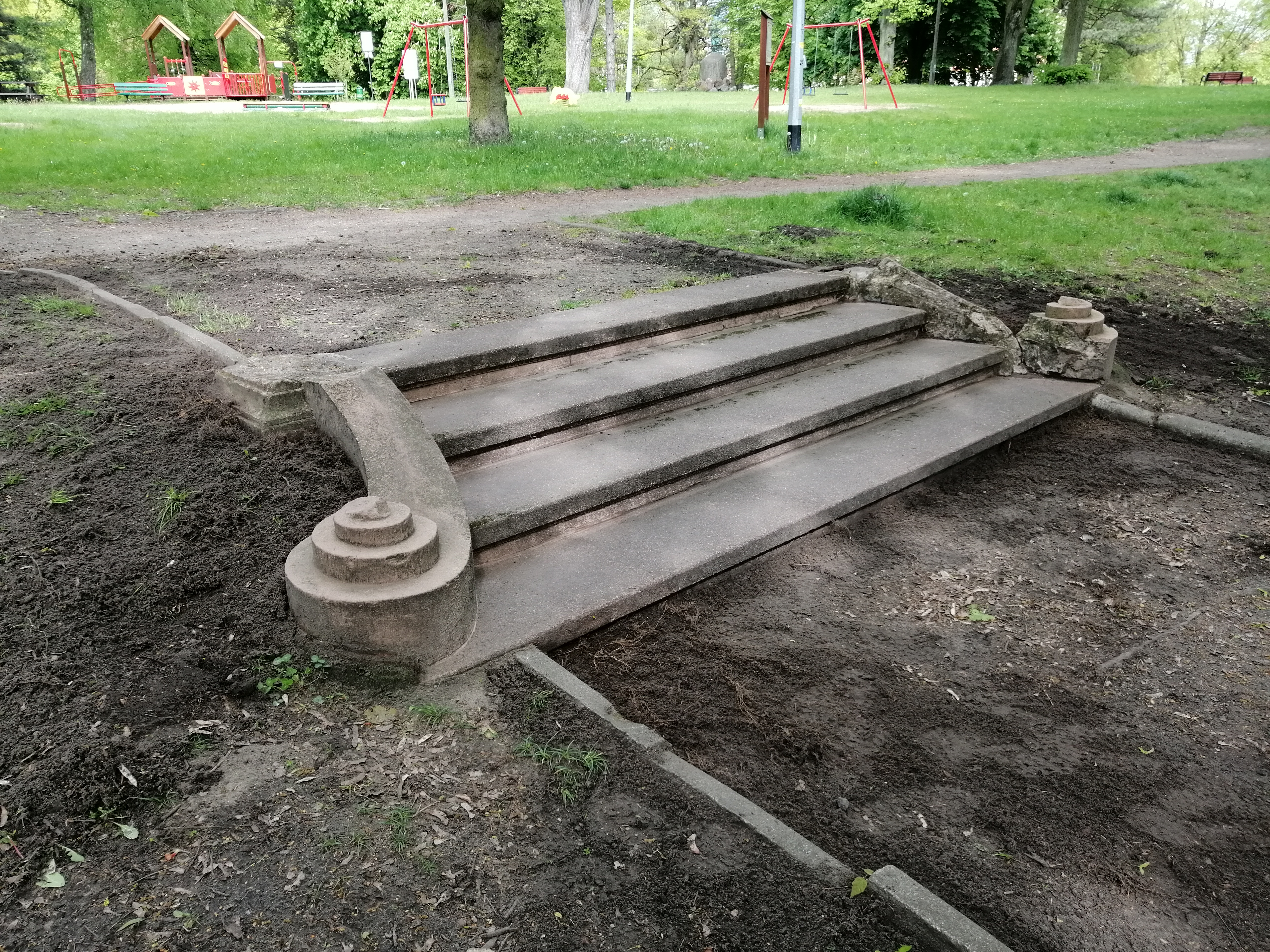
Kamienne Schody Prowadzące dawniej do Willi Ziesego
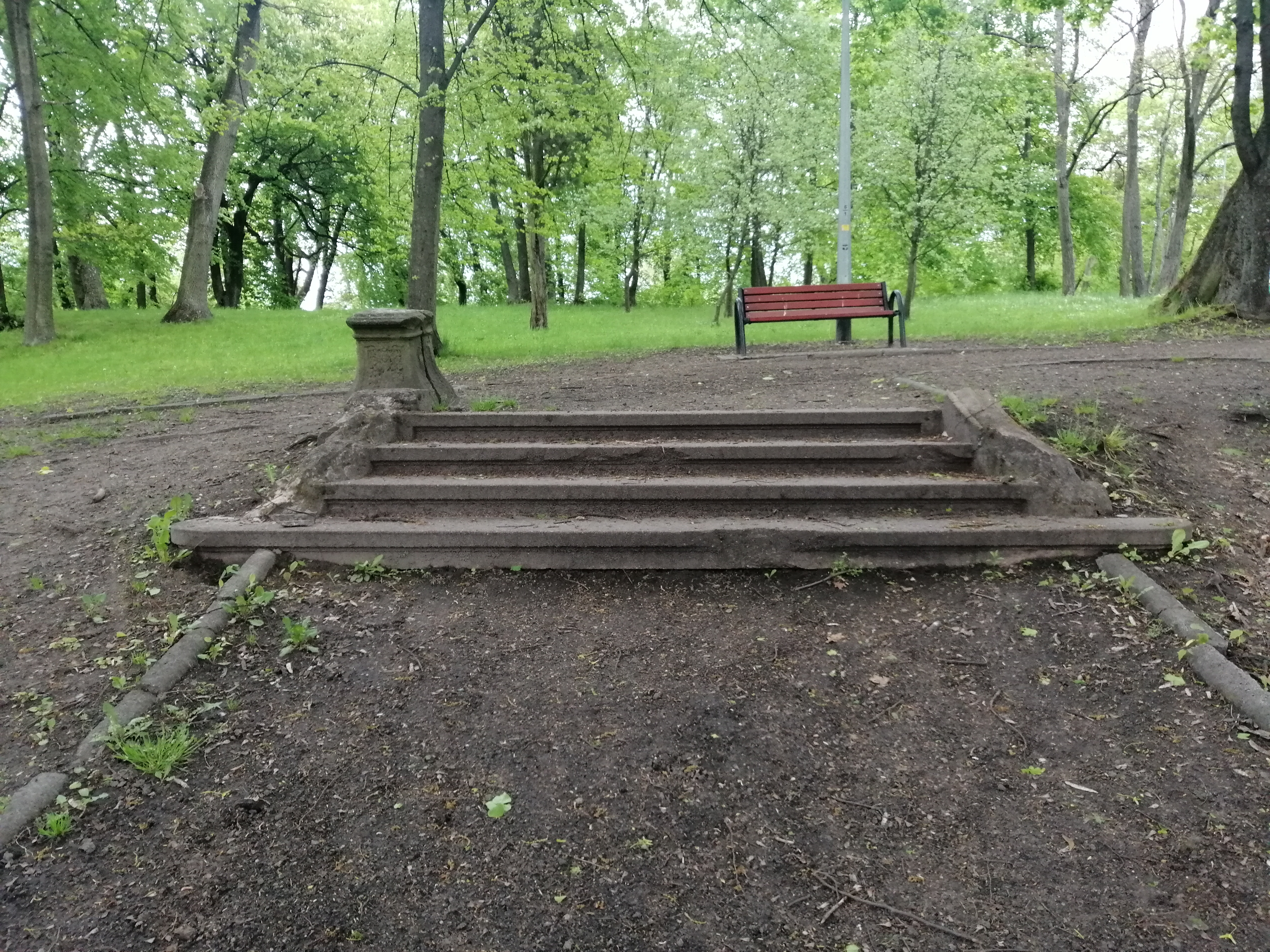
Schody prowadzące dawniej do przydomowej oranżerii
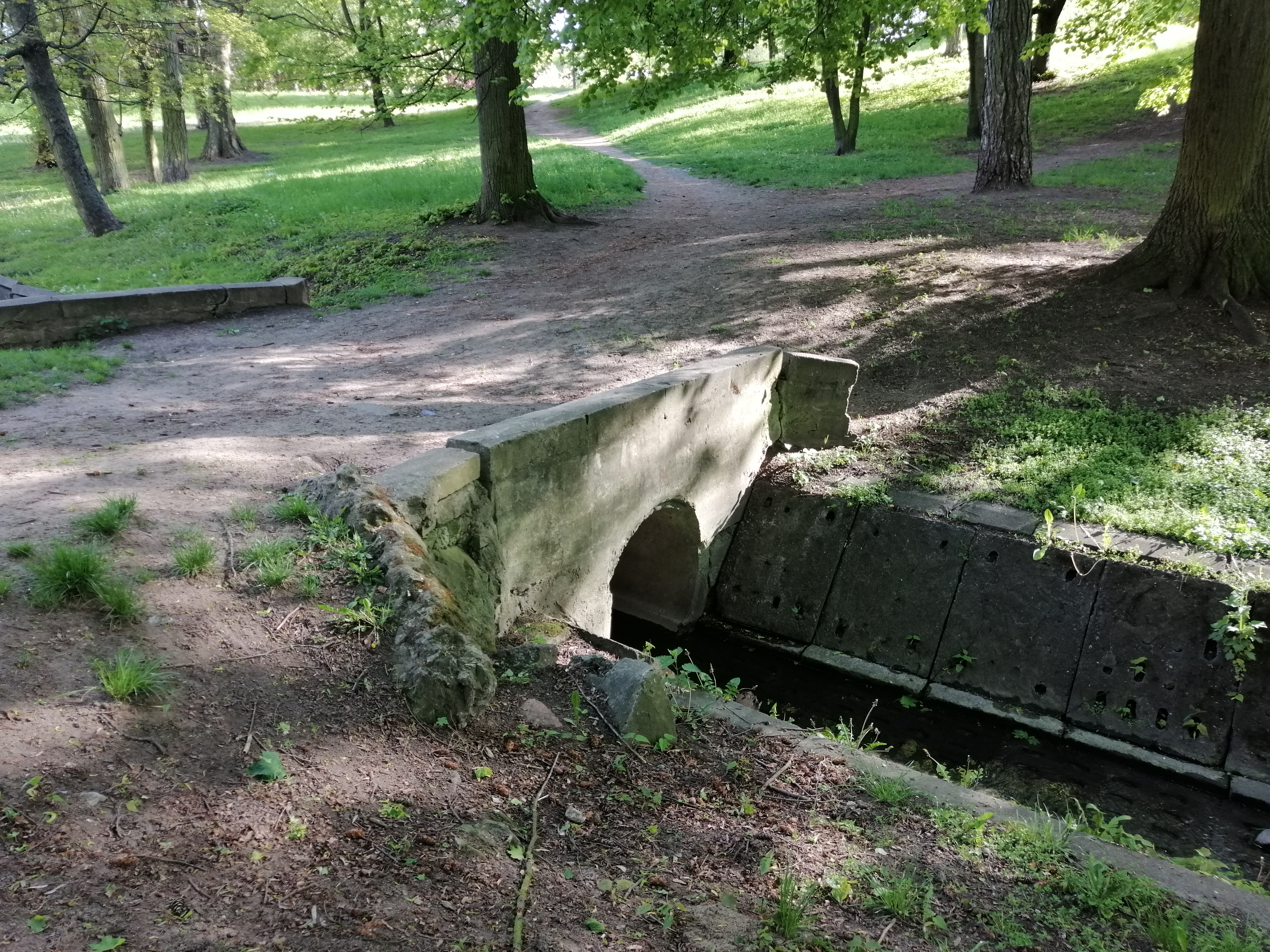
Kamienny most parkowy
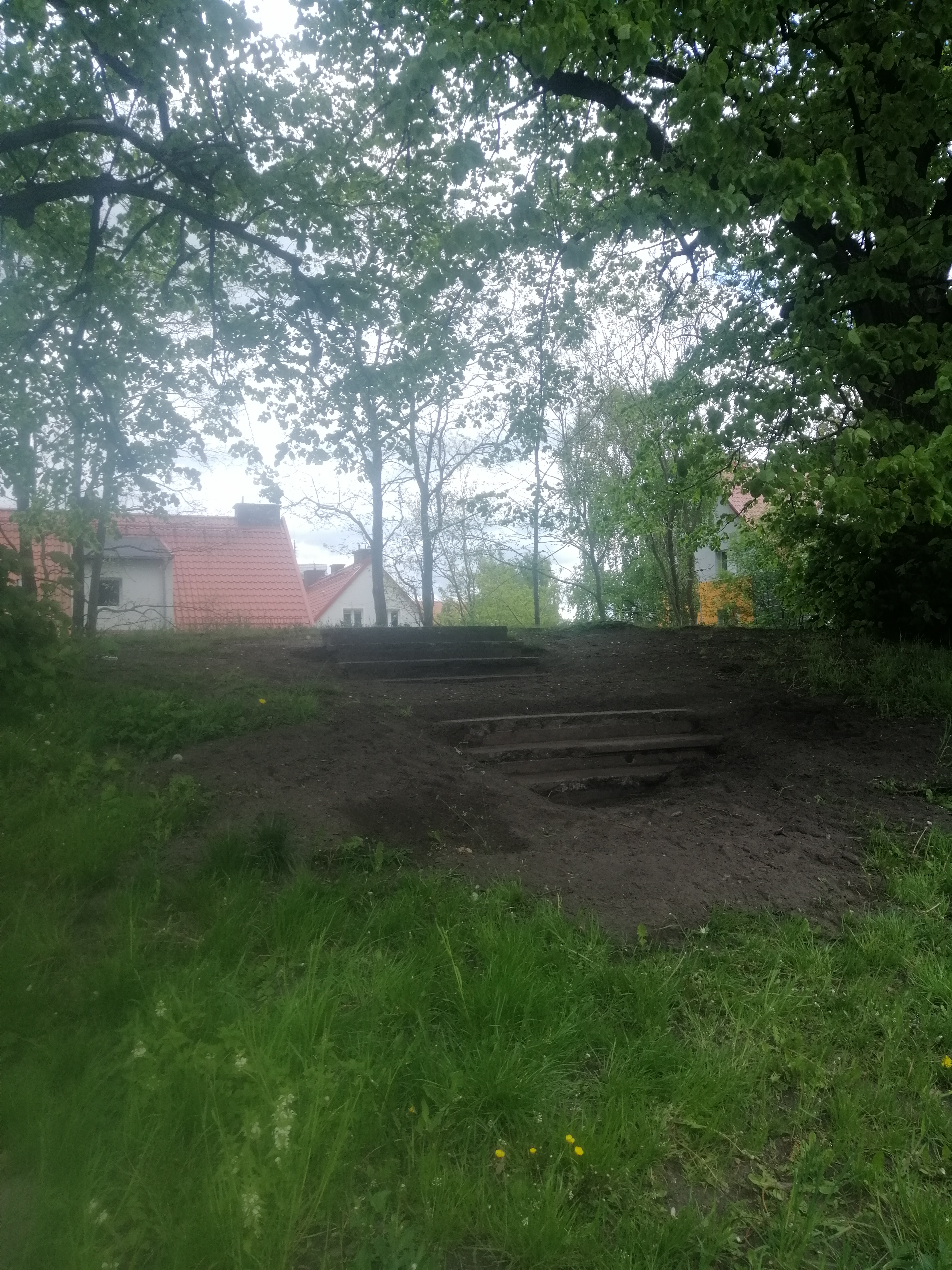
Schody prowadzące dawniej do kamiennych ław
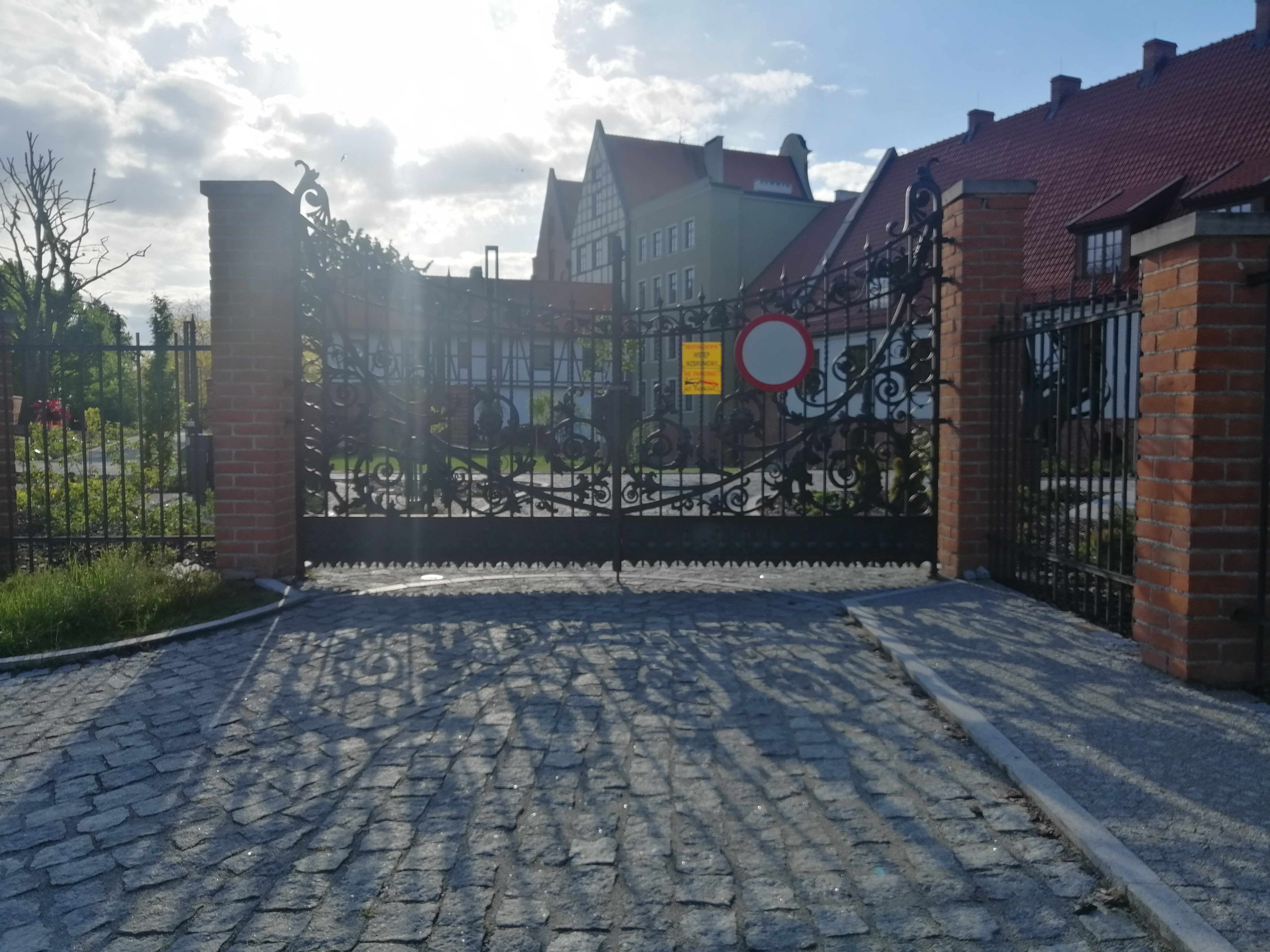
Brama z Willi Ziese znajdująca się przy Bibliotece Elbląskiej

## Służba
- Oswim Böhm - służący
- Anna Hinz - kucharka